# Robert Turner (skeppsbyggare)
Robert Turner (också Robert Terner), född i England, död 30 maj 1686 i Karlskrona, var en engelsk-svensk skeppsbyggnadsmästare.
Robert Turner kom till Sverige i januari 1659 från England tillsammans med Francis Sheldon. Han arbetade för Sheldon som lärling på Gamla Varvet i Göteborg 1659-1665. Därefter arbetade han på Stockholms skeppsgård på Skeppsholmen 1666-1672. Från juni 1673 till 1680 var han skeppsbyggnadsmästare där. Under hans ledning byggdes i Stockholm Frederika Amalia, Maria, Delfinen, Carolus XI 1678, Sverige, Stenbocken och Hedvig Eleonora 1680. 
När skeppsgården flyttades, följde han i december 1680 med till Karlskrona, där han arbetade fram till sin död 1686, varvid han efterträddes av Francis Sheldons son Frans Johan Sheldon. Turner var bland annat ansvarig för byggandet av Blekinge, som sjösattes på Vämö 1682.